# Compartición nuclear

Países sin armas nucleares.
Países con armas nucleares (Rusia, EE. UU., Francia, China, Reino Unido, Israel, Pakistán, India y Corea del Norte).
Países miembros de la OTAN sin armamento nuclear propio, que almacenan y operan en su territorio nacional armamento nuclear de los Estados Unidos. Estos países son: Bélgica, Alemania, Italia, Países Bajos y Turquía. (El uso de estas armas está sujeto a la autorización u orden directa de los Estados Unidos).
Algunos países firmantes del Tratado de No Proliferación Nuclear.

Compartición nuclear o reparto nuclear es un concepto acuñado por la OTAN sobre política de disuasión nuclear, que permite a algunos países miembros que no poseen armas nucleares poder albergarlas y emplearlas en caso de necesidad (el uso está sujeto a previa autorización u orden directa de los Estados Unidos).
Como parte de la compartición, los países participantes realizaran consultas y tomaran decisiones comunes sobre la política de las armas nucleares, manteniendo el equipo técnico necesario para su uso y almacenaje de las mismas en su territorio. Desde la OTAN, solo Estados Unidos ha proporcionado armas nucleares. Desde 2009, Bélgica, Alemania, Italia, Países Bajos y Turquía guardan armas nucleares de EE. UU. como parte de la política nuclear de la OTAN. Canadá estaba guardando estas armas hasta 1984, y Grecia hasta el año 2001. El Reino Unido también recibió armas nucleares tácticas de EE. UU. hasta 1992, a pesar de ser un estado con armas nucleares propias.
La única base que almacena armas nucleares en Alemania se encuentra en Büchel, cerca de la frontera con Luxemburgo. La base cuenta con 11 refugios de protección de aeronaves (PAS) equipados con Bóvedas WS3 para el almacenamiento de estas armas (la capacidad máxima es 44), almacenando actualmente 20 bombas B61. En el caso de Italia custodia noventa armas nucleares del tipo 3,4 y 10 con la potencia máxima de 340 kilotones, en las bases aéreas de Ghedi y Aviano.
En Ghedi se encuentran los Tornado italianos, equipados con 40 bombas nucleares. El informe de la asociación ambientalista estadounidense Natural Resources Defense Council revela que varios pilotos italianos han sido entrenados en el uso de bombas atómicas en los polígonos de Capo Frasca (Oristano) y de Maniago II (Pordenone), a pesar de las protestas por el grupo parlamentario Movimiento 5 Estrellas.
Por lo tanto Italia estaría violando el Tratado de No Proliferación Nuclear firmado.

## Tratado de No Proliferación Nuclear
| País         | Base          | Estimación |
| ------------ | ------------- | ---------- |
| Bélgica      | Kleine Brogel | 20         |
| Alemania     | Büchel        | 20         |
| Italia       | Aviano        | 20         |
| Italia       | Ghedi         | 20         |
| Países Bajos | Volkel        | 20         |
| Turquía      | Incirlik      | 20         |
|              |               | 100        |

Tanto el Movimiento de Países No Alineados y los críticos dentro de la OTAN creen que la compartición nuclear de la OTAN viola los artículos I y II del Tratado de No Proliferación Nuclear (TNP), que prohíbe la transferencia y la aceptación, respectivamente, del control directo o indirecto de armas nucleares.
En el momento en que el TNP se estaba negociando, los acuerdos de compartición nuclear de la OTAN eran secretos. Estos acuerdos se dieron a conocer a algunos estados, entre los que se encuentra la Unión Soviética. Pero la mayoría de los estados que firmaron el TNP en 1968 no tenían conocimientos acerca de estos acuerdos en ese momento.